# Chiesa di San Gottardo (Trezzano Rosa)
La chiesa di San Gottardo è la parrocchiale di Trezzano Rosa, in città metropolitana e arcidiocesi di Milano; fa parte del decanato di Trezzo sull'Adda.

## Storia
Già alla fine del XVI secolo il borgo di Trezzano costituiva una parrocchia autonoma inserita nella pieve foraniale di Trezzo, come si legge negli atti relativi alla visita dell'arcivescovo Carlo Borromeo.
Nel 1760 l'arcivescovo Giuseppe Pozzobonelli, compiendo la sua visita pastorale, trovò che la parrocchiale, la quale era sede della confraternita del Santissimo Sacramento, aveva come filiali gli oratori dei Santi Donato e Carpoforo, di San Macario e di San Martino Vescovo a Grezzago e che i fedeli ammontavano a 619, scesi un ventennio dopo a 588.
L'originaria chiesetta fu demolita nel 1834 per far posto alla nuova parrocchiale, progettata dall'architetto Felice Pizzagalli e terminata nel 1837; il campanile venne costruito più tardi, tra il 1855 e il 1856.
Dalla relazione della visita pastorale del 1897 dell'arcivescovo Andrea Carlo Ferrari s'apprende che i fedeli ammontavano a 1690 e che nella parrocchiale, che aveva alla proprie dipendenze gli oratori dei Santi Donato e Carpoforo Martiri e di San Martino a Grezzago, era sede della confraternita del Santissimo Sacramento; lo stesso arcivescovo Ferrari impartì nel 1910 la consacrazione della chiesa.
Nel 1940 si procedette al completamento della facciata su disegno dell'architetto bergamasco Giovanni Barboglio; il moderno campanile venne riedificato tra il 1950 e il 1958, per poi essere inaugurato nel 1960 dall'arcivescovo Giovanni Battista Montini.

## Descrizione

### Esterno
L'eclettica facciata intonacata della chiesa, che volge a ponente, si eleva su un alto basamento, scandito da specchiature, e si compone di un corpo centrale più avanzato, coronato da un cornicione ligneo in aggetto retto da mensole; al centro si apre l'ampio portale d'ingresso principale, delimitato da una cornice modanata e sormontato da un architrave in rilievo, mentre ai suoi lati sono posti i due accessi secondari; più in alto è collocato nel mezzo un grande finestrone a tutto sesto, affiancato da due nicchie contenenti altrettante statue di angeli; in sommità, al di sotto del fregio dipinto su cui si impostano le mensole del cornicione, si trova un oculo centrale cieco.
Sulla destra, isolato dalla chiesa, si erge l'alto campanile in calcestruzzo armato, rivestito frontalmente e posteriormente in laterizio; la cella campanaria è coronata da una guglia ottagonale in rame, retta da quattro pilastri.

### Interno
L'interno neoclassico dell'edificio è scandito da alte colonne corinzie in tre navate, di cui la centrale molto più ampia e suddivisa in due campate coperte da volte a vela; sulle navatelle, coronate da volte a botte dipinte con un motivo a finti cassettoni, si affacciano le quattro cappelle laterali, dedicate rispettivamente alla Madonna Incoronata e al battistero sulla destra e a san Gottardo e al Sacro Cuore sulla sinistra.
Al termine dell'aula si sviluppa il presbiterio, sopraelevato di alcuni gradini; l'ambiente, chiuso sul fondo dall'abside coronata dal catino dipinto a finti cassettoni, accoglie l'altare maggiore a mensa, aggiunto nel 1980.